# Château de Salveterra
Le château de Salveterra, ou château d'Opoul, est un château construit par Jacques Ier d'Aragon au XIIIe siècle sur la frontière entre le royaume de France et le royaume d'Aragon.
Situé au sommet d'un plateau de 400 mètres d'altitude, l'édifice est destiné à héberger un village entier avec ses activités. Il est peu à peu abandonné au profit du village d'Opoul, et est au XXIe siècle un monument ruiné accessible aux randonneurs.

## Histoire
Le château et son village ont été créés par Jacques Ier d'Aragon en 1246. Il promet des privilèges aux habitants venant s'établir dans son enceinte. Il est assiégé en 1598 et en 1639 par les troupes françaises. Au XVIe siècle, le village est quasiment abandonné, les habitants l'ayant délaissé au profit du village d'Opoul.

## Architecture
Des vestiges du château subsistent aujourd'hui au sud du plateau. Ils se composent d'une enceinte protégée par un fossé, d'une tour, de salles voûtées, d'un mâchicoulis ainsi qu'un portion de chemin de ronde avec merlons et meurtrières. Deux citernes y sont également présentes.

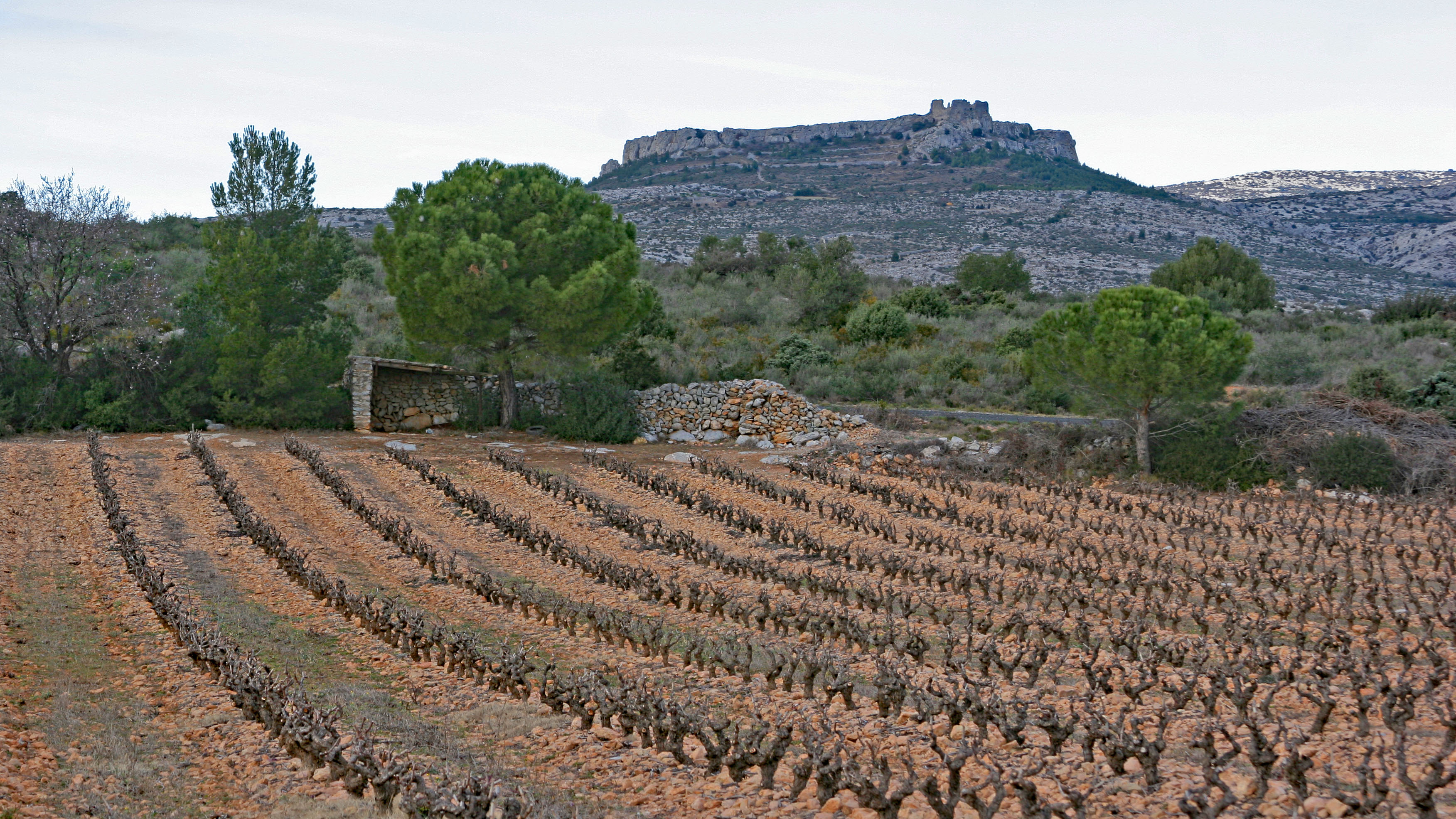
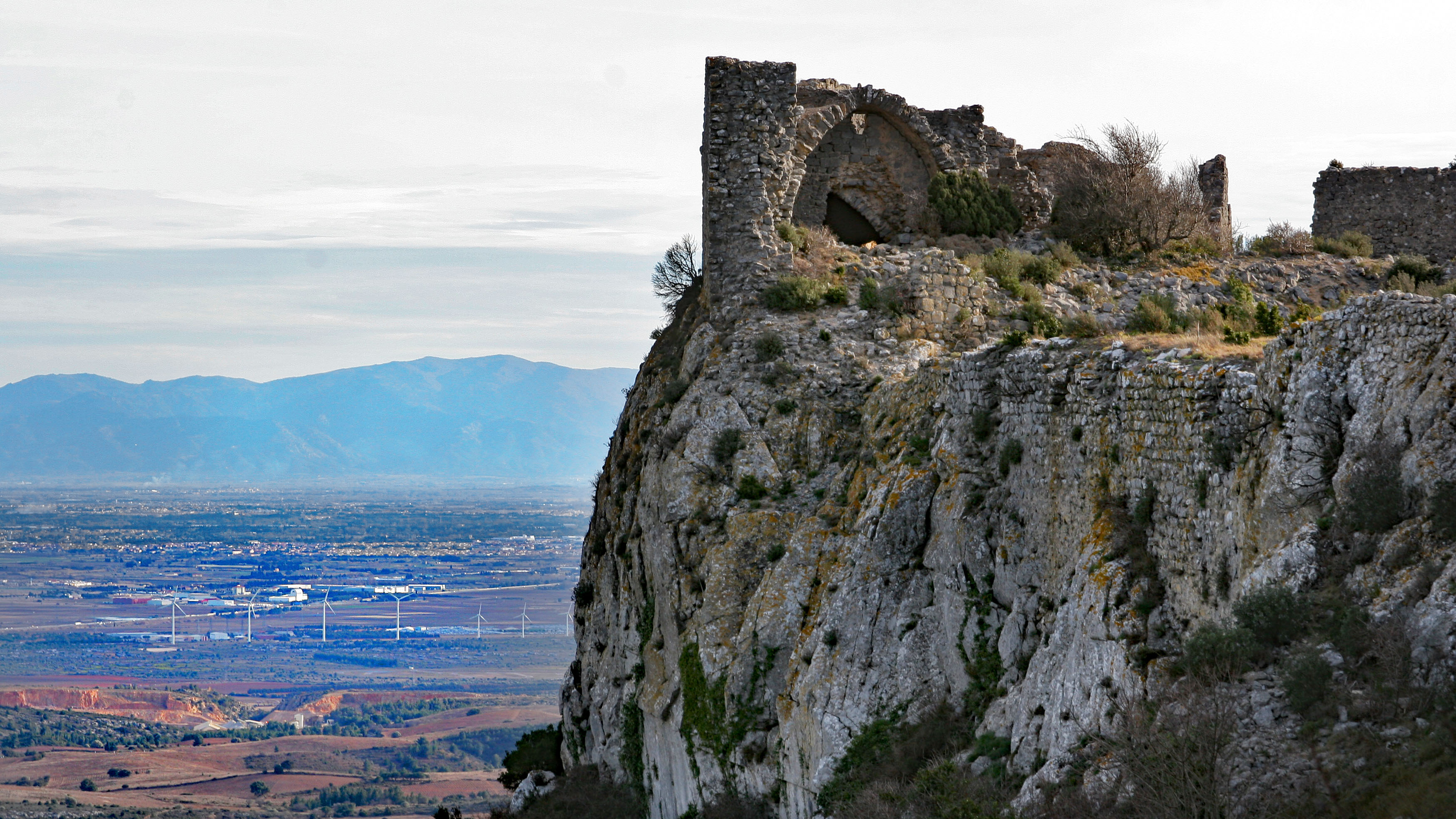
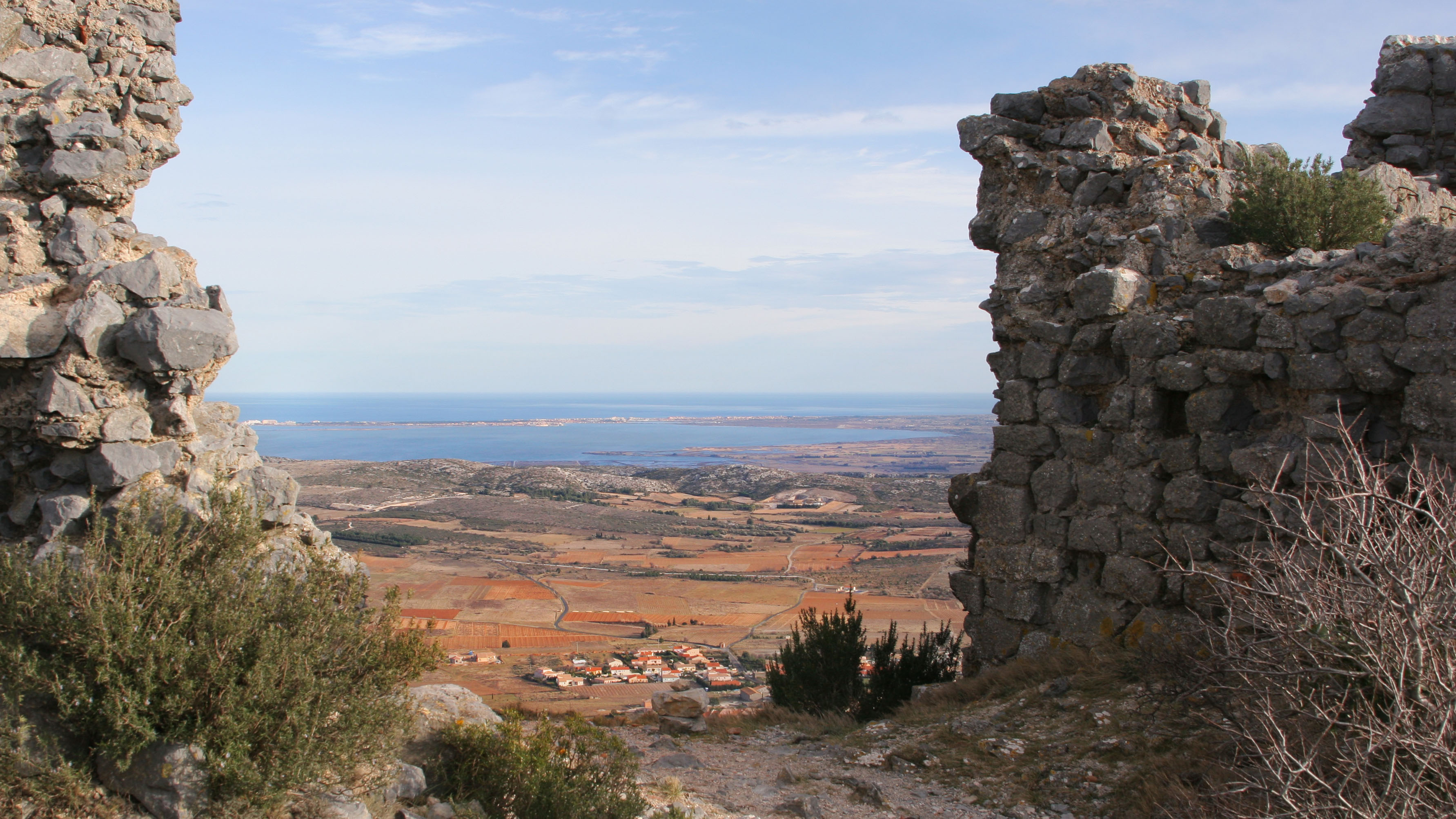

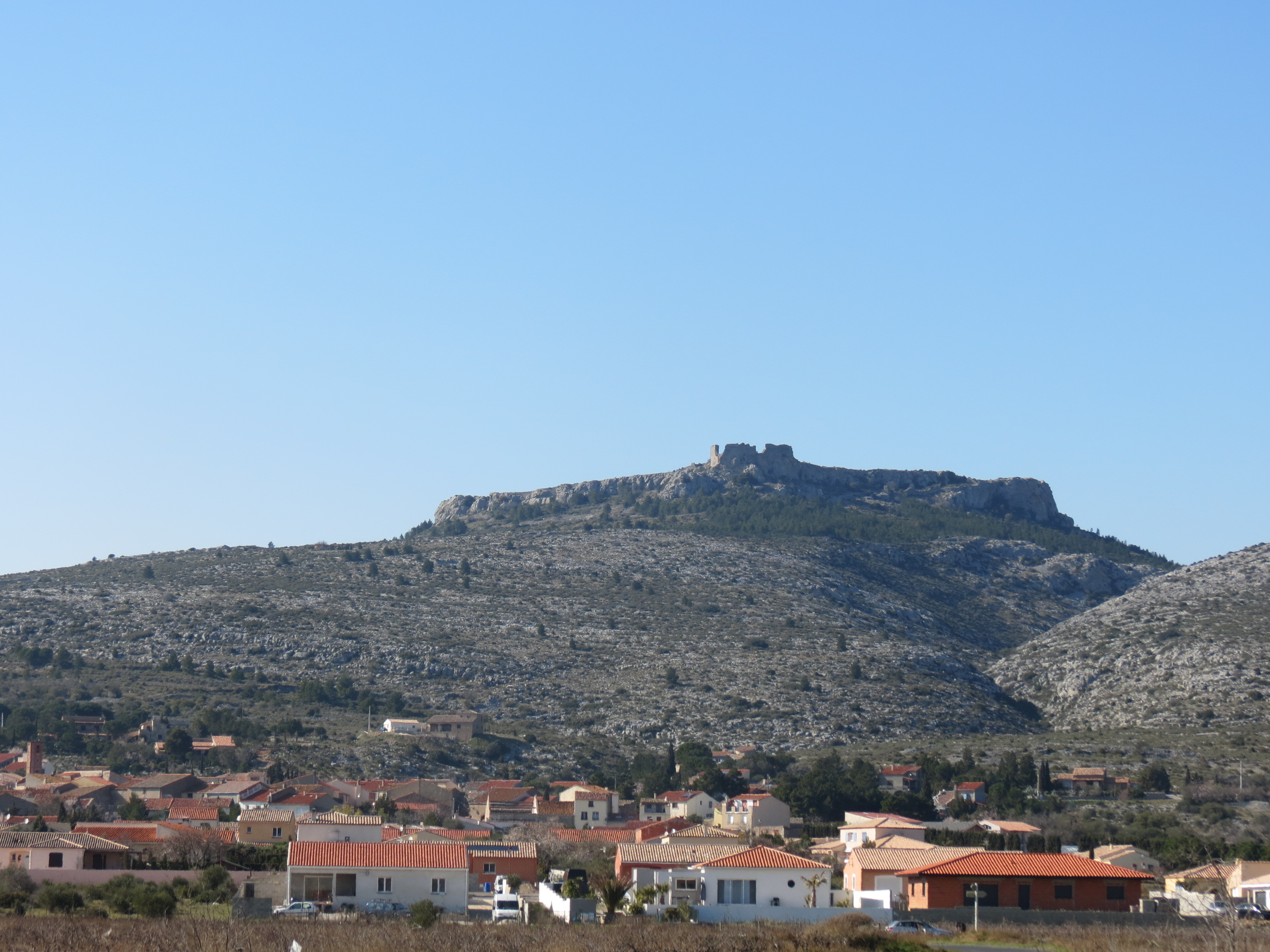
Vue des ruines du château au sommet du plateau, surplombant le village d'Opoul.
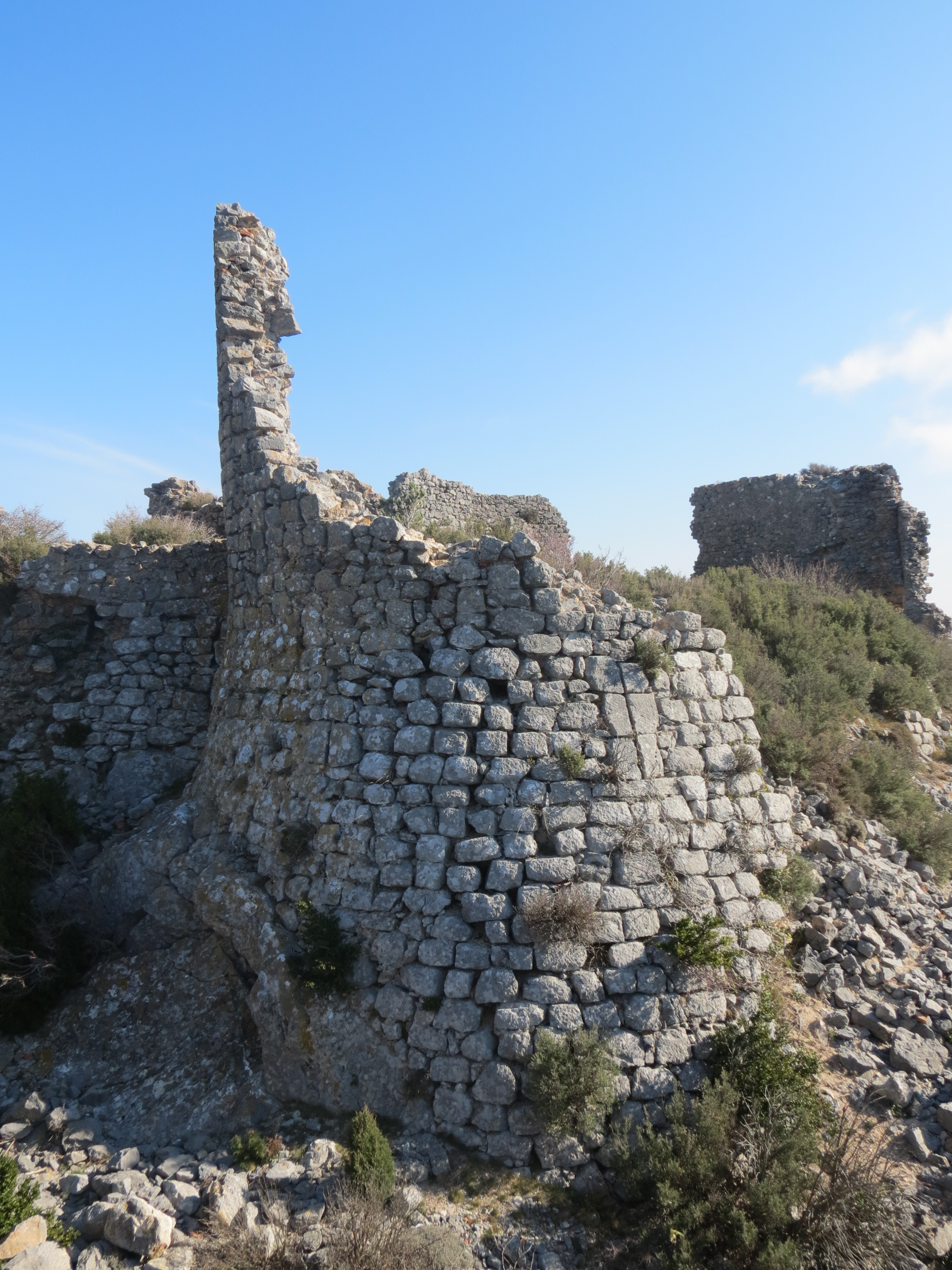
Vue de la tour d'enceinte.
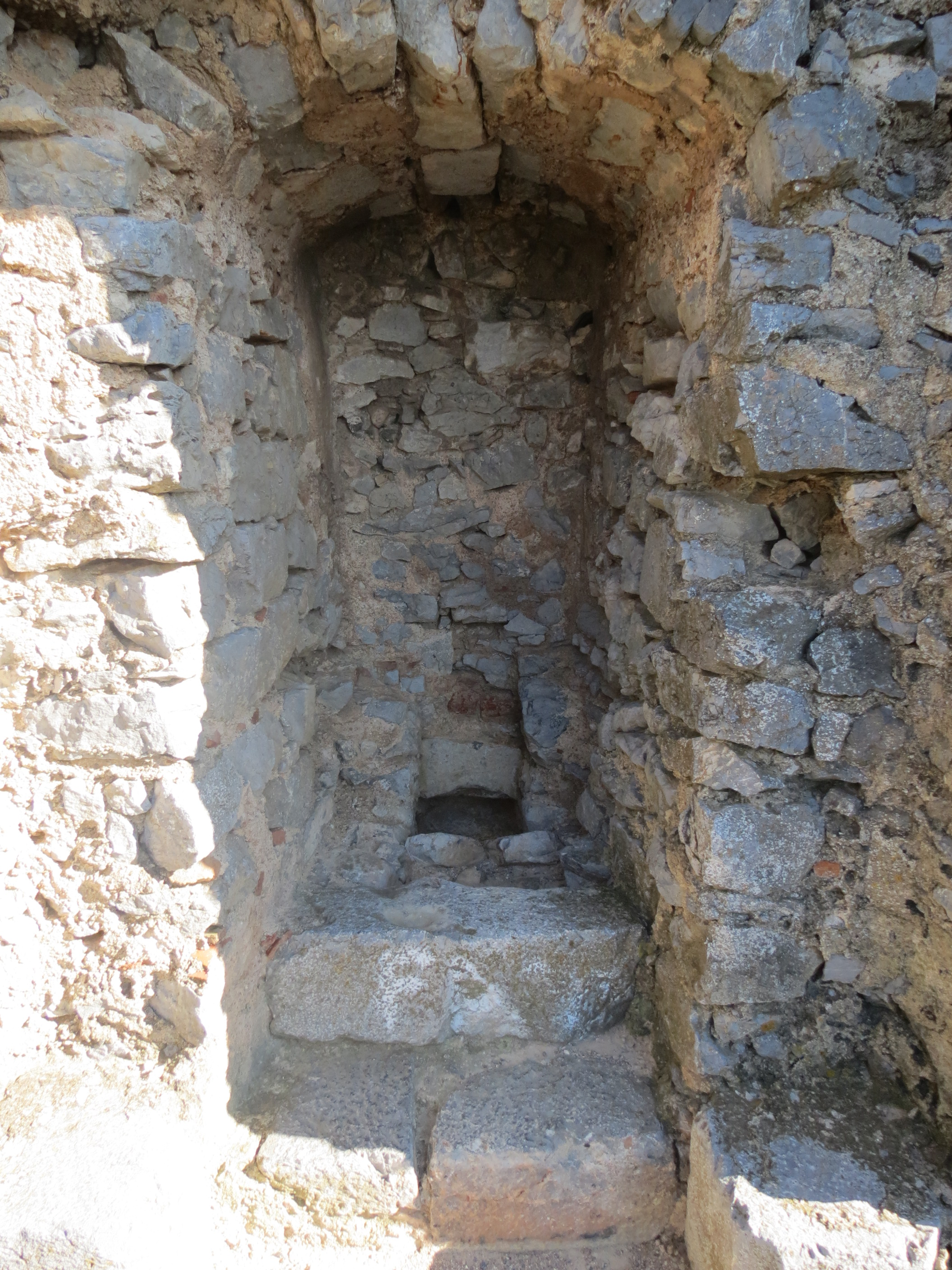
Mâchicoulis.
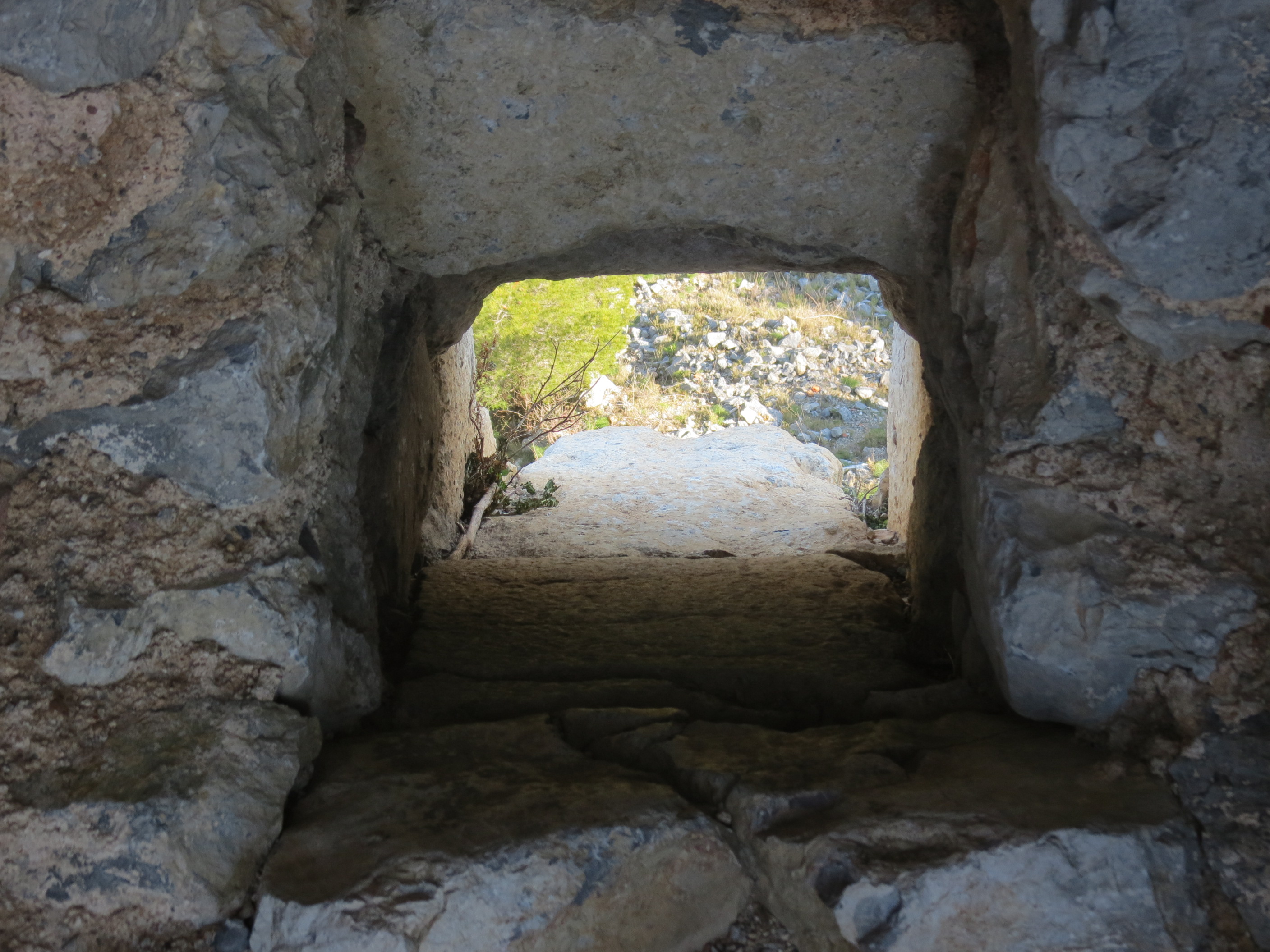
Débouché du mâchicoulis.
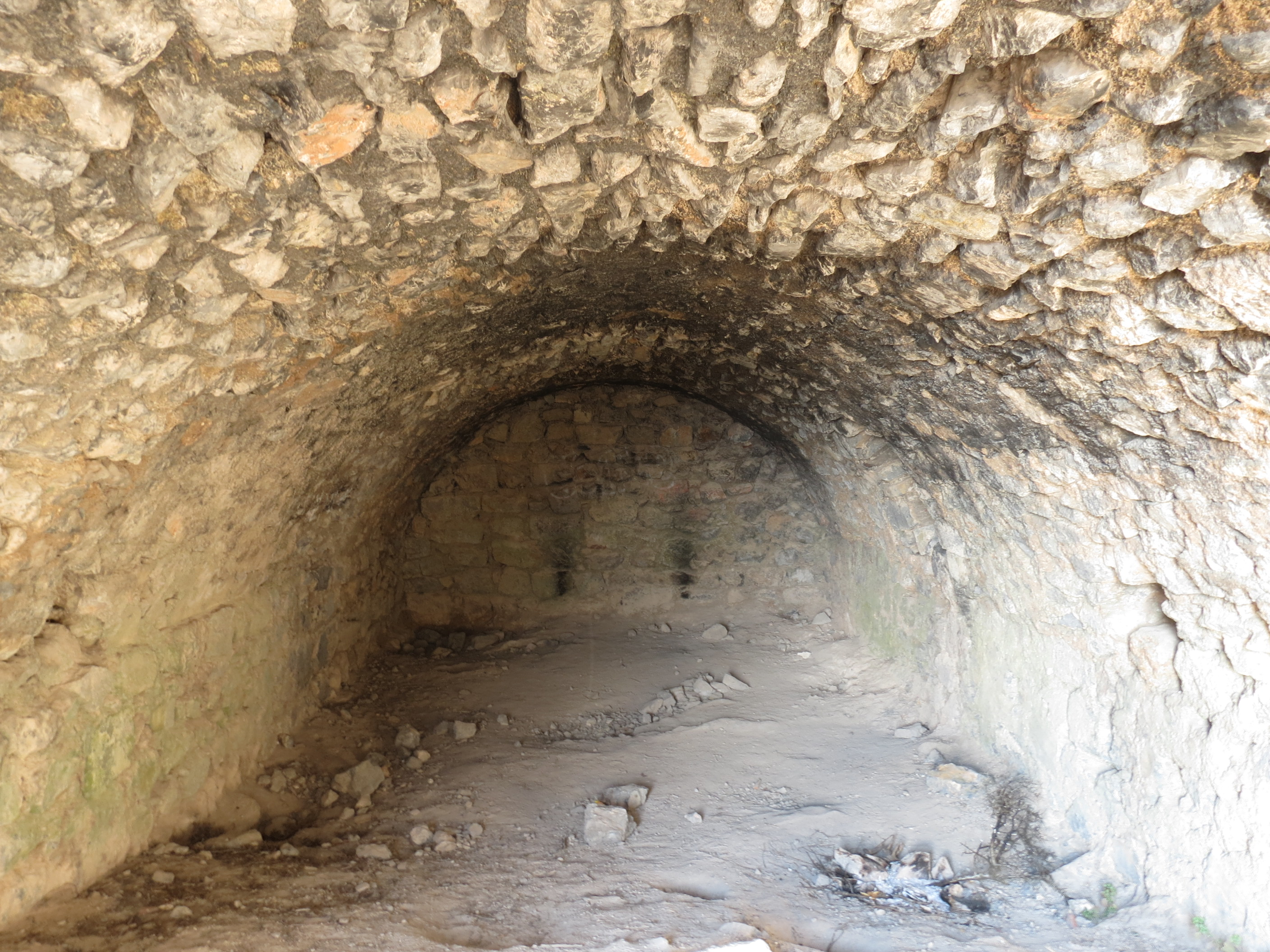
Salle voûtée.
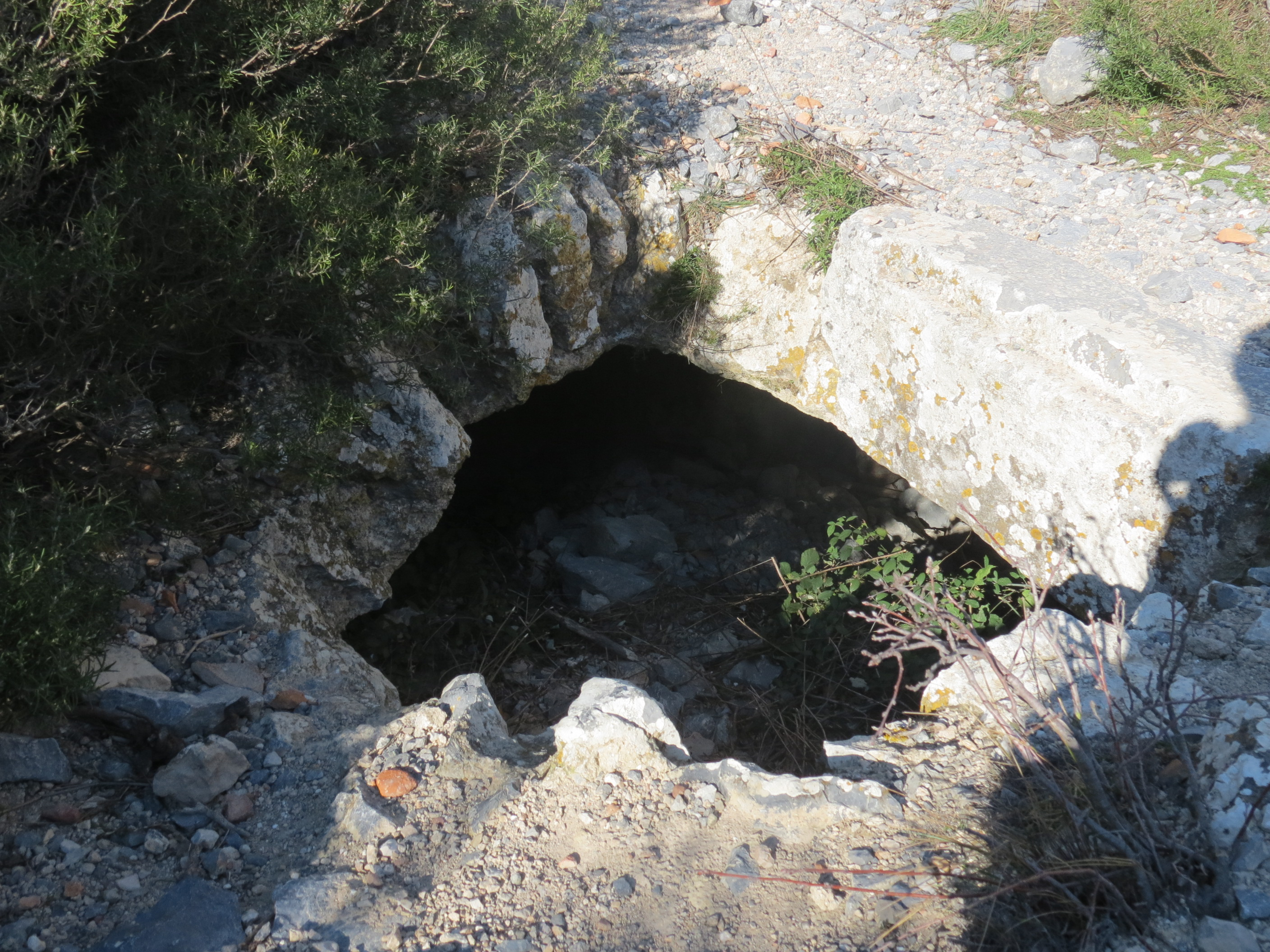
Départ d'une salle, comblée.
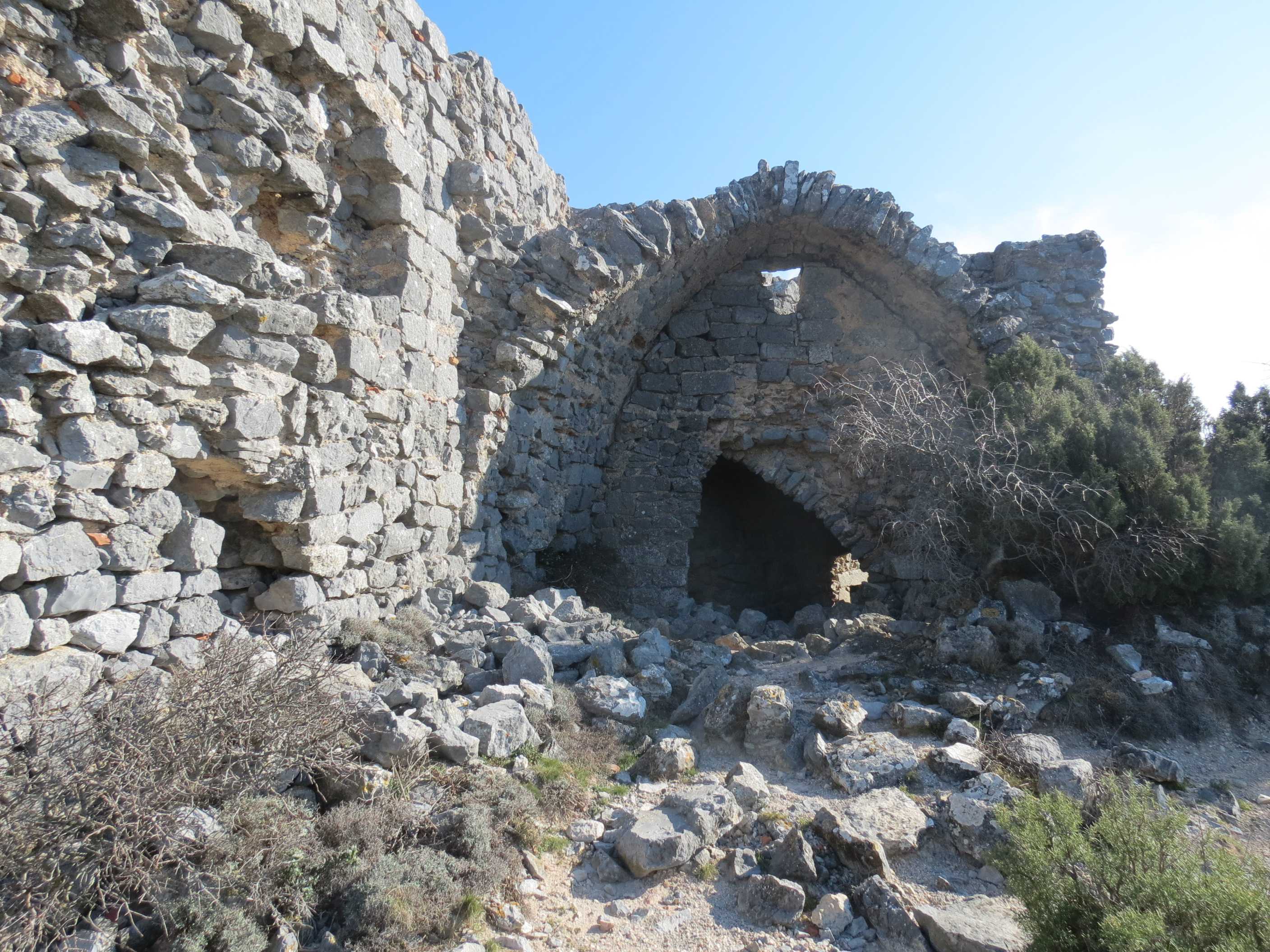
Salle voûtée effondrée.
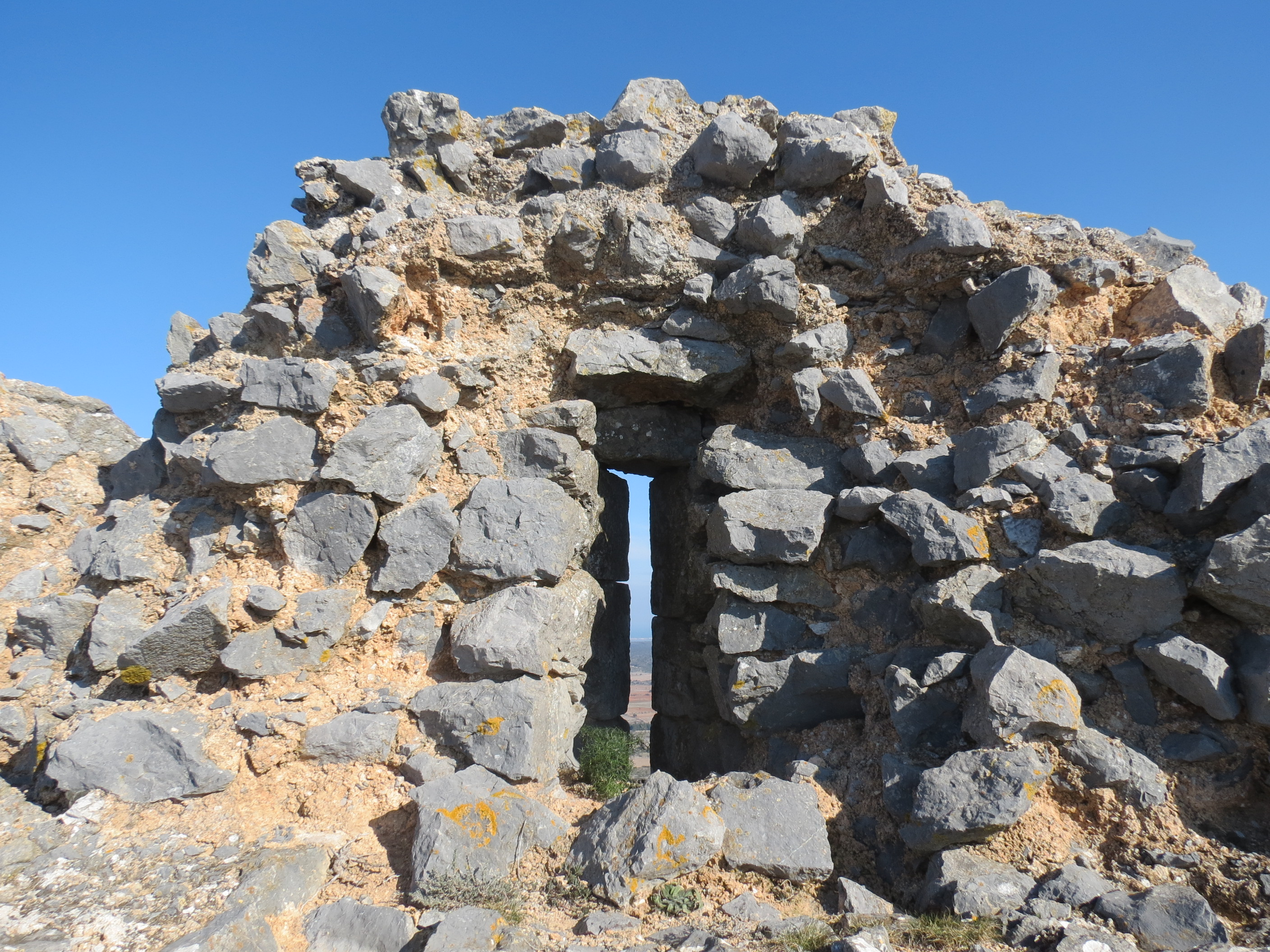
Merlon avec meurtrière.
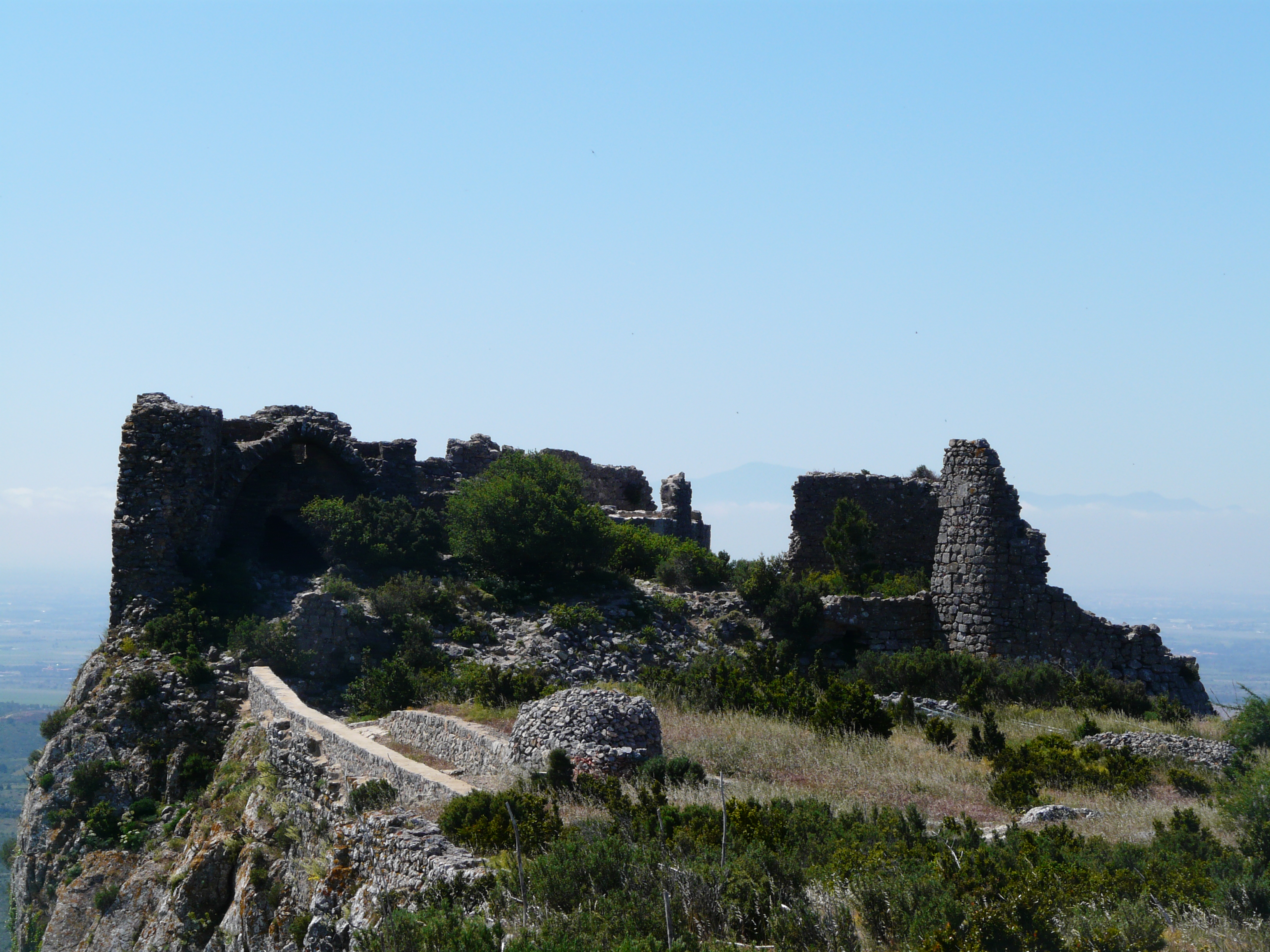
Ensemble de ruines de château, du nord